# 枋寮郷

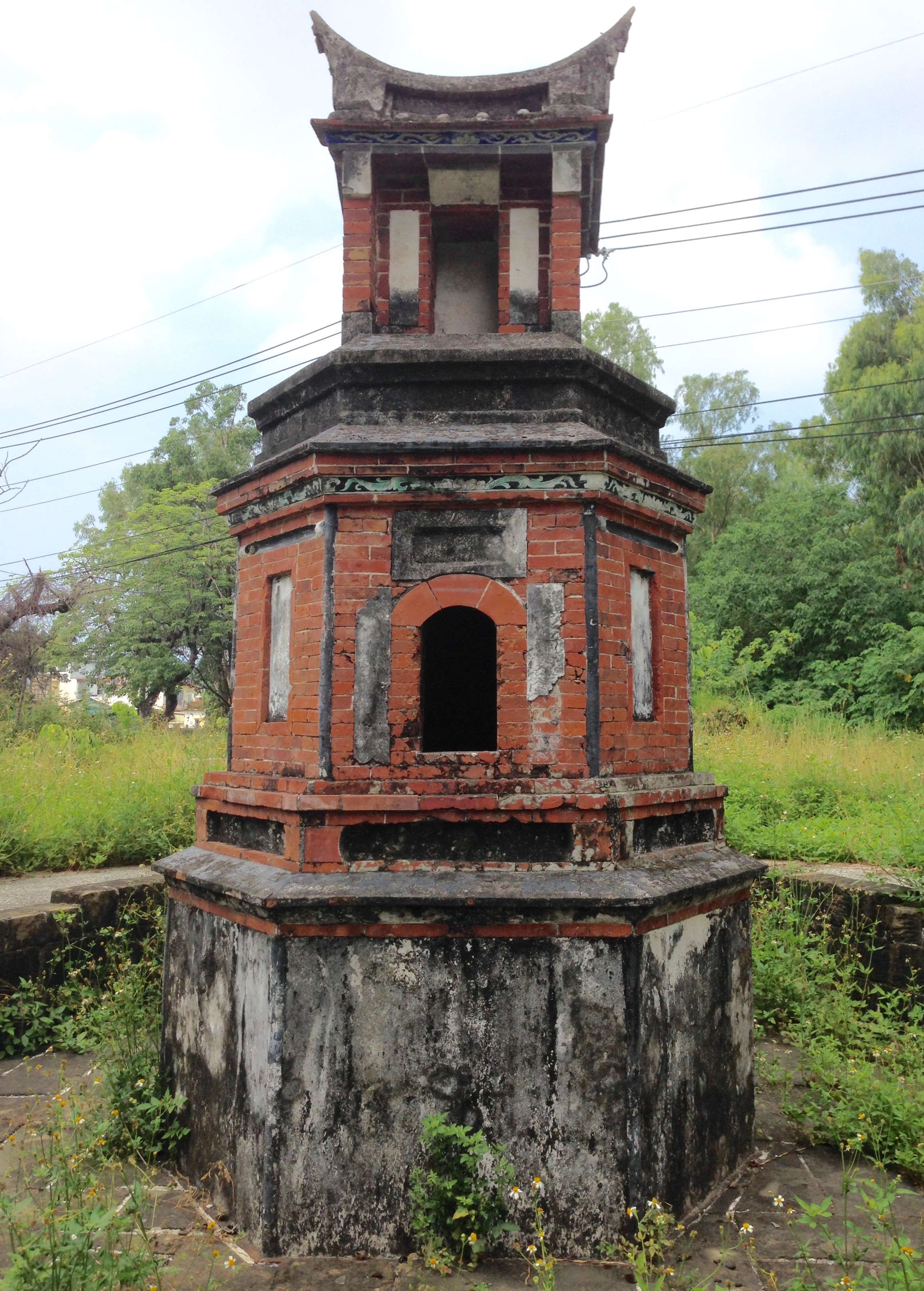
石頭営聖蹟亭

枋寮郷（ファンリアオ/ぼうりょう-きょう）は台湾屏東県の郷。

## 地理
枋寮郷は屏東県西部に位置し、北は新埤郷と、東は春日郷と、東北は来義郷と、西北は佳冬郷と、南は枋山郷とそれぞれ接し。西南は台湾海峡に面している。また春日郷の北部に飛び地を有している。屏東平原と恒春半島の境界に位置し、沿岸地区は地勢が平坦であるが、内陸部は起伏に富んだ地形となっている。

## 歴史
枋寮郷は古くは自然林が広がる地域であり、清代康熙年間に福建省漳州から移民が入植し、木材伐採を開始した。当時の住居は板造りであったため「板寮」の地名が誕生し、後に「枋寮」と改称された。『鳳山県志』には「枋寮街、購料造船軍匠屯墾之所」とあり、船大工が集まる街区として発展したことが窺い知れる。1920年の台湾地方改制の際、この地に「枋寮庄」が設けられ、高雄州潮州郡の管轄とされた。戦後は高雄県枋寮郷とされたが、1950年に屏東県に帰属するようになり現在に至っている。

## 行政区
| 村 |
| --- |
| 天時村、地利村、人和村、枋寮村、隆山村、中寮村、保生村、安楽村、玉泉村、太源村、新開村、内寮村、大庄村、新龍村、東海村 |

## 歴代郷長
| 代 | 氏名 | 着任日 | 退任日 |
| -- | ---- | ------ | ------ |

## 教育

### 高級中学
- 屏東県立枋寮高級中学

### 国民小学
| - 屏東県立枋寮国民小学 - 屏東県立僑徳国民小学 - 屏東県立東海国民小学 | - 屏東県立太源国民小学 - 屏東県立建興国民小学 |

## 交通
| 種別 | 路線名称 | その他        |
| ---- | -------- | ------------- |
| 鉄道 | 屏東線   | 東海駅 枋寮駅 |
| 省道 | 台1線    |               |
| 省道 | 台17線   |               |

## 観光
- 石頭営聖蹟亭
- 浸水営古道
- 徳興宮
- 北勢寮保安宮
- 水底寮古厝群
- 枋寮漁港
- 海鴎公園
- 大庄富麗漁村
- 乃木将軍上陸紀念碑